# Liste der Naturdenkmale in Vendersheim
Die Liste der Naturdenkmale in Vendersheim nennt die im Gemeindegebiet von Vendersheim ausgewiesenen Naturdenkmale (Stand 29. Februar 2024).

## Naturdenkmale
| Nr.         | Bezeichnung | Lage                                              | Beschreibung                    | Bild                                    |
| ----------- | ----------- | ------------------------------------------------- | ------------------------------- | --------------------------------------- |
| ND-7331-409 | Rondell     | südöstlich des Ortes; Flur An der Steinkaute Lage | Acer pseudoplatanus, zwei Bäume | Direkt Bild zu diesem Denkmal hochladen |